# سیارک ۸۸۶۷
سیارک ۸۸۶۷ (به انگلیسی: 8867 Tubbiolo، نامگذاری:1992BF4) هشت هزار و هشتصد و شصت و هفتمین سیارک کشف شده‌است که در ۲۹ ژانویه ۱۹۹۲ کشف شد.
قدر مطلق سیارک برابر ۱۳٫۸۰ است.